# 日野義貴
日野 義貴（ひの よしたか）は江戸時代後期の武士、八王子千人同心、寺子屋教育者。

## 生涯
八王子千人同心。日野宿金子橋の寺子屋にて500名程の子弟を教える。
教え子は新選組の隊員になったものも多く、碑が日野市欣浄寺にある。

## 教え子
井上源三郎